# Provinz El Tarf
Die Provinz El Tarf (arabisch ولاية الطارف, DMG Wilāyat aṭ-Ṭārif, tamazight ⴰⴳⴻⵣⴷⵓ ⵏ ⵟⵟⴻⵔⴼ Agezdu n Ṭṭerf) ist eine Provinz (wilaya) im äußersten Osten Algeriens.
Die Provinz liegt an der Mittelmeerküste und grenzt im Osten an Tunesien, sie hat eine Fläche von 2968 km².
Rund 396.000 Menschen (Schätzung 2006) bewohnen die Provinz, die Bevölkerungsdichte beträgt somit rund 134 Einwohner pro Quadratkilometer.
Hauptstadt der Provinz ist El Tarf.